# Salomon Reinach
Salomon Reinach (Saint-Germain-en-Laye, 29 d'agost de 1858 - Boulogne-sur-Seine, 4 de novembre de 1932) va ser un pioner en la investigació de la Història de l'art, la filologia clàssica i l'arqueologia francesa.

## Vida
D'origen jueu, fill del Baró de Reinach i germà del controvertit polític Joseph Reinach, es va educar a l'Escola normal superior, abans d'anar a Grècia per ingressar a l'Escola francesa d'Atenes, el 1879.
En la seva joventut va realitzar interessants troballes sobre arqueologia clàssica en diversos punts de Grècia, Tunísia, Ucraïna i altres llocs del Mediterrani. El 1887 va obtenir un lloc al Museu nacional d'antiguitats de Sant-Germain-en-Laye, passant a convertir-se en ajudant de conservador i, l'any 1902, conservador d'aquesta famosa institució. El 1903 es va convertir en un dels editors del magazín científic francès Revue archéologique i, aquest mateix any, va ser condecorat amb la Legió d'Honor. Es va dedicar a la docència donant classes magistrals a l'École du Louvre, i va publicar 28 conferències en un llibre titulat Apollo, traduït a molts idiomes i esdevenint una referència obligada sobre el tema l'arqueologia de l'art.
Salomon Reinach va morir a Boulogne-sur-Seine, el 1932 i va ser enterrat al cementiri de Montmartre de París.

## Reinach i el descobriment de l'art paleolític
Salomon Reinach va ser un actor secundari a l'escenari del descobriment de l'art paleolític a la fi del segle xix, però el seu paper és essencial donat el seu prestigi com a historiador de l'art i de les religions primitives, així com en l'elaboració de les primeres teories plausibles d'interpretació de l'art rupestre.
En la polèmica suscitada pel descobriment de les Coves d'Altamira a Cantàbria, l'espanyol Marcelino Sanz de Sautuola va formular la idea que es tractava de pintures de l'home de les cavernes, idea que xocava amb tots els paradigmes defensats llavors. El paladí contra va ser Émile Cartailhac (1845-1921), professor de la universitat de Tolosa. Mort Sautuola, sense que ell pogués veure el seu honor personal i científic compensat, va bufar vent contrari, Altamira va esdevenir un santuari científic i els especialistes francesos es van llançar en tromba a la investigació de l'art paleolític, tant francès com espanyol. Encara que el més destacat va ser l'abat Breuil, també estava entre ells Reinach, que el 1913 va publicar un repertori d'art paleolític.

Al costat d'altres col·legues, Reinach va desenvolupar una idea oposada a la que precisament havia difós el cada vegada més desprestigiat Cartailhac: Per Reinach, Obermaier, Breuil i altres, L'art prehistòric tenia una funció religiosa. Aquesta conclusió es va basar en el coneixement de les religions de pobles primitius i l'extrapolació d'idees etnològiques: 
| « | "És, en efecte, una idea mística de l'evocació per mitjà del dibuix o del relleu escultòric, anàleg al de la invocació per mitjà de l'oració, el que fa investigar l'origen del desenvolupament de l'art de l'Edat del ren. Aquestes manifestacions artístiques no significaven, doncs, el mateix que per a nosaltres, pobles civilitzats, un luxe o un joc: eren l'expressió d'una religió molt primitiva feta de pràctiques màgiques per mitjà d'arpons o atzagaies | » |
| — | |   |

- L'objectiu de les obres d'art eren els cerimonials destinats a obtenir un benefici per a la comunitat: «En pintar una imatge m'apodero del que he pintat»; Màgia Simpàtica i rituals de fecunditat:

| « | "Si els troglodites pensaven com els Aruntas de la Austràlia actual, les cerimònies que complien davant d'aquestes efígies, havien de tenir per objecte assegurar la multiplicació dels elefants, dels toros salvatges, dels cavalls, dels cérvols que els servien d'aliment" | » |

- Altres vegades, es tractava de representacions del tòtem tutelar amb forma animal:

| « | "Intentaven també d'atreure'ls als voltants de la caverna, per creure, segons un principi de física salvatge, que un esperit o un animal pot ser compel·lit a viure al lloc on ha estat representat el seu cos " | » |
| — | |   |

Les seves idees van quedar antiquades i van ser criticades moltes vegades, però, d'altres, van ser represes amb minuciositat científica i es demostrà que no estaven gaire desencaminades, encara que necessitaven modificacions i un corpus espistemològic més sòlid.

## Obra

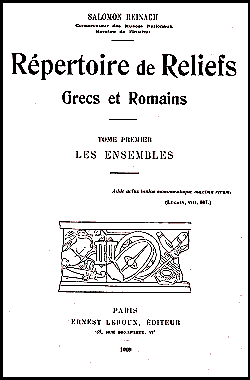
Répertoire de Reliefs Grecs et Romains

La primera publicació de Reinach, del 1877, havia estat la traducció al francès d'un llibre de Arthur Schopenhauer ( Assaig sobre el lliure albir) que va aconseguir nombroses edicions. També va traduir de l'anglès al francès la Història de la Inquisició de Henry Charles Lea. Després, van venir nombrosos treballs i articles en revistes especialitzades. Destaca la seva Guia de filologia clàssica (1880-1884), aclamat per l'«Associació francesa d'estudis grecs», la seva Gramàtica llatina (1886) va rebre un premi de la «Societat francesa d'educació secundària»; la publicació sobre la Necròpolis de Myrina (Smirna) (1887) l'autoria compartir amb E. Pottier i Antiquités nacionals, va ser molt celebrada per la «Acadèmia d'Inscripcions Clàssiques».
Va compilar un important Repertori d'Estatuària Grega i Romana en tres volums (1897-1898), un altre Repertori de vasos grecs i etruscs (1900), i, finalment un Repertori de pintura de l'Edat Mitjana i el Renaixement, 1280-1580 (1905).
El 1905 va iniciar les seves publicacions sobre religions antigues amb el seu llibre Cultes, mites i religions. Però la seva obra mestra és una visió general de la història de les religions que va ser publicada sota el títol d Orpheus (1909).